# NUbuntu
Točan naziv ovog članka je nUbuntu. Zbog tehničkih ograničenja prvo slovo je veliko. 
nUbuntu ili Network Ubuntu projekt je promjene postojeće Ubuntu Linux distribucije za servere i mrežne računare. Glavna je ideja održati Ubuntuovu lakoću korištenja i pomiješati je s popularnim testovima propusnosti. Uz upotrebu na serverima i u mreži, nUbuntu se može koristiti i na desktop računalu.

## Sadržaj
nUbuntu koristi nezahtjevni GUI Fluxbox da bi korištenje bilo brže, a ipak jednostavno i funkcionalno. Sadrži neke od najkorištenijih sigurnosnih programa za Linux, kao Ethereal, nmap, dSniff, i Ettercap.

## Izdanja
| Verzija  | Datum izdavanja    | Naziv izdanja |
| -------- | ------------------ | ------------- |
| Stable 1 | 16. siječnja, 2006 | nUbuntu Live  |
| Stable   | 26. lipnja, 2006   | 6.06          |

## Povijest
- 18. prosinca 2005 - nUbuntu Project je nastao, razvijatelji objavljuju testno izdanje
- 16. siječnja 2006 - razvijatelji izdaju nUbuntu Live Stable 1
- 26. lipnja 2006 - izdata nUbuntu Live verzija 6.06

## Vanjske poveznice
- Snimke nUbuntua 6.06 na OSDir.com  Arhivirana inačica izvorne stranice od 29. listopada 2006. (Wayback Machine)